# Casa-Museu da Quinta de Santiago
O Museu da Quinta de Santiago, também referido como Casa-Museu da Quinta de Santiago, localiza-se em Leça da Palmeira, Matosinhos, em Portugal.

## História
O imóvel foi erguido em finais do século XIX, como casa de férias de João Santiago de Carvalho.
O dono gostava tanto da casa que aqui acabou por viver com a sua mulher, D. Maria Carolina, e o único filho, Dinis, mais tempo do que na residência permanente da família — o Paço de S. Cipriano, em Guimarães.
Imaginada como um castelo, com um toque mais moderno, o palacete com uma torre quadrangular reúne vários estilos arquitectónicos. O neo-medieval é notório logo na entrada, pelo vitral de coloridos fundos de garrafa, pelos emblemas em baixo relevo nas paredes e pela simbologia, como a imagem do cavaleiro pintado em cima de uma porta com um escudo marcado com o 'S' de Santiago ou a alusão a animais irreais, como a besta que decora o bestiário — um banco.
Há uma mistura de estilos visível: neo-manuelino, neo-barroco, neo-clássico, neo-medieval e romântico.
O projecto é do arquitecto, veneziano, Nicola Bigaglia, também desenhador e aguarelista com domínio dos estilos clássicos e dos processos ornamentais.
Considerado como testemunho histórico das transformações urbanísticas e sociais vividas pela cidade desde o final do século XIX, em 1968 foi adquirido pela Câmara Municipal de Matosinhos. Posteriormente veio a sofrer intervenção de conservação e restauro com projeto do arquiteto Fernando Távora, vindo a ser requalificado como espaço museológico, inaugurando a 2 de Abril de 1996.
Desde 2010, o espaço da Quinta de Santiago é constituído por 3 edifícios:
- O Museu, composto por 2 pisos musealizados: o primeiro piso dedicado à história local e social, é um exemplo das vivências de finais de século XIX e princípios do século XX, e o segundo piso alberga exposições de longa duração, com exibição de obras do acervo de Arte da autarquia, do qual se destacam obras de António Carneiro, Agostinho Salgado, Augusto Gomes, Aurélia de Souza, Sofia Martins de Sousa e Joaquim Lopes;

- O Espaço Irene Vilar, dotado de auditório polivalente e espaço de serviços educativos;

- A Casa do Bosque, onde se encontra instalada a Cascata Gigante, com cerca de 15m2, uma reconstrução representativa da Leça de inícios do séc. XX, construída por José Moreira, "o mais velho cascateiro de Leça,[1] e doada ao Museu.

No amplo jardim que rodeia o Museu o visitante pode encontrar obras escultóricas de Siza Vieira, Rui Anahory e Lagoa Henriques.
O museu integra a Rede Portuguesa de Museus, desde 2003 e é um dos espaços museológicos fundadores da MuMa - Rede de Museu de Matosinhos.